# Djedefre

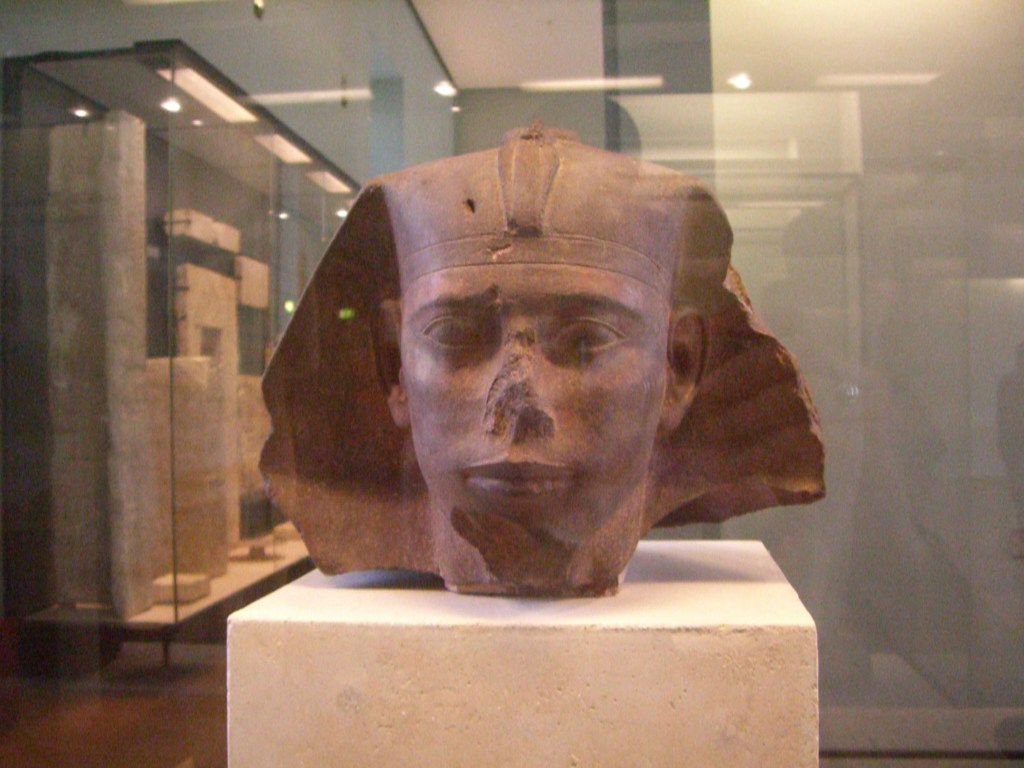
Cap d'esfinx de Djedefre al Museu del Louvre

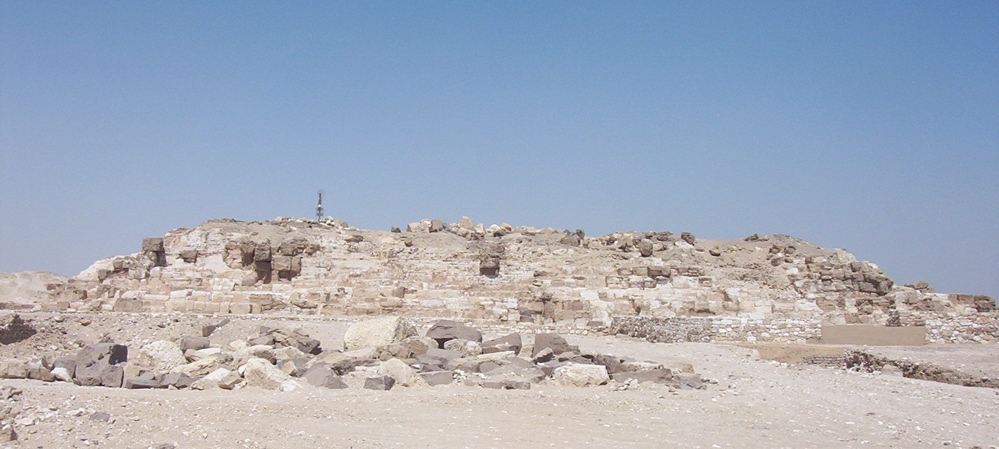
Les ruïnes de la piràmide de Djedefre a Abu Rawash

Djedefre fou un faraó de la dinastia IV de l'antic Egipte. El seu nom d'Horus fou Kheper, el seu nom Nebti fou Djedefre o Djeremnebti (que vol dir 'Resistent com Re'); el seu nom d'Horus d'or fou Bikunebu; el seu nom de Sa Ra fou Djedefra. Manethó no l'esmenta, però podria ser una confusió d'ordre, ja que esmenta un faraó posterior i desconegut, sota el nom de Ratoises. Altres transcripcions del seu nom són: Dejedefra, Dejedefre, Didufri, Didufra, Didufre, Djedefra, Djedefrec, Diedefre, Kheper, Kheperemnebti, Radafra, Radafre, Radalf, Radjedef, Radiedef, Rededef, Redjedef, Tetfra, Tetfre, i potser Ragosis i Ratoises. El seu regnat se situa vers el 2470 a 2460 aC.
Va succeir al seu pare Khufu, del qual possiblement era el fill més gran sobrevivent (l'hereu Khawa, de la reina principal, havia mort probablement). La seva mare podria no ser la reina principal sinó una de les secundàries, d'origen libi. La seva dona principal fou, suposadament, la seva germanastra Hetepheres II, i va tenir almenys una altra dona anomenada Khentetenka o Khentetka; va tenir uns quants fills: Setka, Baka (probablement, Bakka), Hernet (Hornit), Hetepheres, Neferhetepes i Nikaudjedefra. Almenys dels tres primers, la mare fou molt probablement Khentetenka.
La successió és objecte de controvèrsia: l'hereu legítim Khawa va morir, però d'altres opinen que potser fou mort per Djedefre, que va usurpar el tron i es va casar amb la vídua i germanastre d'ambdós, Hetepheres II, i més tard fou un altre germà, Khafre (Khefren), qui el va assassinar a ell potser com a revenja, i va ocupar el tron. No hi ha elements que confirmin aquesta suposició (Khefren, després, va ser succeït per un fill de Djedefre) i el més probable és que fos el fill gran amb millor dret dels que vivien (potser el seu millor dret fou l'enllaç amb Hetepheres II); la posterior successió cap al germà Khafre en lloc de cap al fill propi podria ser deguda al fet que el fill de Djedjefre era menor quan ell va morir. Una part de les sospites d'usurpació estan basades en el fet que va canviar el lloc d'enterrament des Guiza a Abu Rawash (després, Khafre va tornar a Guiza), però els descobriments més recents suggereixen que fou Djedjefre qui va acabar el monument funerari del seu pare a Guiza i es va encarregar dels ritus funeraris; també es pensa que, després de la seva mort, hi va haver un culte a Djedjefre i no hi ha elements que permetin pensar que Khafre s'hi va oposar.
Fou el primer rei a adoptar el títol de fill de Re, però el pare sembla que ja s'havia proclamat com el mateix Re.
El papir de Torí li dona un regnat de 8 anys, que sembla coincidir amb les troballes arqueològiques.
El nom del faraó està gravat a la pedrera del desert occidental de Núbia junt amb el del seu pare, i en una estructura a Zawiet al-Arian. S'han trobat algunes estàtues, entre aquestes alguns busts recuperats de la seva piràmide.
El seu temple funerari fou construït a Abu Rawash, a 8 km al nord de Guiza. La seva piràmide va rebre el nom de Sehedu ('estrella'). No es va acabar i l'estructura avui està en precàries condicions. La piràmide tenia una paret tancant el recinte i una petita piràmide al nord-oest, probablement per a la seva dona principal. El treball a la piràmide inacabada d'Abu Rawash es va abandonar quan se n'havia fet vers un terç.
El seu successor fou son germà més petit, Khafre (Khefren), segurament l'únic germà que encara vivia.